# 小行星8476
小行星8476是一颗围绕太阳公转的小行星。1986年8月28日，亨利·德波鸿诺在拉西拉天文台发现了此天体。
这颗小行星的绝对星等为194.1132908933439等。